# Заяицкий, Сергей Спиридонович
Сергей Спиридонович Заяицкий (1850—1910) — русский гитарист-любитель; доктор медицинских наук, приват-доцент Московского университета, действительный статский советник.

## Биография
Родился в Москве 17 (29) сентября 1850 года в семье Спиридона Михайловича Заяицкого. С 1860 по 1868 годы учился в 4-й Московской гимназии, с 1863 по 1873 годы — на медицинском факультете Московского университета.
По окончании университета, 18 октября 1873 года начал свою медицинскую деятельность в Голицинской больнице и проработал в ней более 30 лет. В 1886 году защитил диссертацию на степень доктора медицины и стал приват-доцентом Московского университета; преподавал гинекологию в Шереметьевской больнице, которая в то время была постоянной клинической базой университета. С 1876 года неоднократно командировался для совершенствования в своей специальности за границу, а также в Санкт-Петербург, для участия в международных конгрессах врачей и Пироговских съездах.
Пользовался репутацией искусного врача-практика по гинекологии и женским болезням, много занимался частной практикой. Кроме службы в Голицинской больнице и Московском университете, с 1880 года он имел собственную гинекологическую лечебницу, после открытия которой оставил частную практику и оказывал только консультативную помощь.
Опубликовал более 50 сочинений по разным вопросам гинекологии, принесших ему широкую известность в медицинском мире. Состоял членом многих ученых обществ Москвы и Петербурга и почётным членом Дамского попечительства о бедных.
Был произведён в действительные статские советники 1 января 1904 года. имел награды: орден Св. Станислава 2-й ст. (1887), орден Св. Анны 2-й ст. (1894), орден Св. Владимира 4-й ст. (1896) и 3-й ст. (1908).
Умер в Москве 6 (19) мая 1910 года.

## Гитарист-любитель
С детских лет любил музыку и пение, обладал хорошим музыкальным слухом. Его отец был дружен с пианистом и композитором А. И. Дюбюком. Брат отца К. М. Заяицкий был учеником гитариста М. Т. Высокого, который в 1830-х годах бывал в доме Заяицких. В восьмилетнем возрасте и в более зрелые годы С. С. Заяицкий пробовал учиться игре на фортепиано. Но главным для него стала семиструнная гитара, одним из наиболее страстных пропагандистов которой он стал.
Игре на гитаре он учился у известного русского гитариста А. П. Соловьёва, который на протяжении нескольких лет жил в доме Заяицкого и руководил неформальным кружком гитаристов, собиравшимся, по словам хозяина дома: «для бесед о гитаре, обмена музыкальными мыслями и впечатлениями и для исполнения разных пьес на одной и нескольких гитарах». У Заяицкого проходили концерты и художественно-гитарные вечера, на которых исполнители демонстрировали своё мастерство и часто импровизировали дуэтом, трио, квартетом… Здесь же сольно или в ансамбле с А. П. Соловьёвым играли и сыновья С. С. Заяицкого — Борис и Сергей. По свидетельству В. А. Русанова, игра С. С. Заяицкого отличалась мягкостью и задушевностью. Сам С. С. Заяицкий писал: «Гитарная музыка — это гашиш, бром, морфий, по образному сравнению, но не имеет того вредного действия на организм, какое имеют вышеназванные яды».
Для международного конгресса гитаристов, проходившего в Мюнхене он подготовил реферат о положении гитарной музыки в России, который был зачитан на заседании 17 сентября 1899 года и затем опубликован в издании «Интернационального Союза гитаристов» журнале Der Guitarrefreund (1900. — № 2). По его инициативе состоялось вступление России в Интернациональный союз гитаристов, а сам он избирался в состав руководящих органов Союза и был одним из наиболее активных деятелей русской секции Союза; издал на собственные деньги тиражом 1200 экземпляров книгу «Интернациональный  союз  гитаристов» (М.: Типо-литография А. В. Васильева и Ко, 1902), которую бесплатно рассылал любителям гитары.

## Семья
Был женат на дочери А. И. Абрикосова Клавдии Алексеевне (1857—~1927). Их дети:
- Наталья (1877—?) — была замужем за хирургом В. Н. Розановым, уехала в Италию с детьми
- Алексей (1879—1879)
- Николай (1884—1885)
- Борис (1887—?)
- Маргарита (1889—1894)
- Любовь (ок. 1890—?)
- Сергей (1893—1930) — поэт, писатель, беллетрист и переводчик